# Margó Ingvardsson
Margó Ingvardsson, född 16 februari 1941 i Nykvarn, Stockholms län, är en svensk sjukgymnast och politiker. 
Ingvardsson, som är dotter till frisör Rune Hammar och Stina Hammar, avlade examen vid Sjukgymnastinstitutet i Stockholm 1972. Hon var egen företagare 1973–1977 och sjukgymnast inom Stockholms läns landsting 1977–1983. Hon var riksdagsledamot för VPK (senare vänsterpartiet) från 1983, men lämnade partiet 1991, i slutet av mandatperioden 1988–1991 och gick över till socialdemokraterna. Hon var ordförande i Riksförbundet för sexuell upplysning (RFSU) under åren 1991–1997. Hon har också varit ledamot av Aidsrådet. Hon var under första halvåret 2006 talesperson för det politiska partiet Vänsterdemokraterna.
Hon är mormor till den moderata riksdagsledamoten Magdalena Thuresson.